# Cueva de los Verdes
Cueva de los Verdes – jaskinia w północnej części hiszpańskiej wyspy Lanzarote wchodzącej w skład archipelagu Wysp Kanaryjskich. Jest częścią tunelu uformowanego przez lawę z pobliskiego wulkanu La Corona.
Jaskinia jest udostępniona do zwiedzania od 1964 roku. Na dnie jaskini, 50 metrów poniżej powierzchni ziemi, znajduje się sala koncertowa na około 300 osób o bardzo dobrej akustyce. Pod koniec trasy turystycznej, która liczy 2 kilometry, jest iluzja optyczna.